# Presidente Nereu
Presidente Nereu este un oraș în Santa Catarina (SC), Brazilia.